# 上総広常
上総 広常（かずさ ひろつね、旧字体：上總 廣常）は、平安時代末期の武将、豪族、上総氏。上総権介平常澄の八男（嫡男）。上総介 広常（かずさのすけ ひろつね、旧字体：上總介 廣常）の呼称が広く用いられるが、上総介は官位であり、本名は平 広常（たいら の ひろつね）である。
房総平氏惣領家頭首であり、源頼朝の挙兵に呼応して平家との戦いに臨んだ。

## 生涯
生年は不明。通称は「介八郎」といったことから八男だったとされる。父の常澄は確実な史料には「前権介」としかみえないが、諸系図には「上総介」とみえる。12世紀末、上総国の公領・庄園は上総氏がそのほとんどを所領化しており、広常はかかる一族の家督、惣領として、かつ上総国衙最有力在庁たる「権介」として、ほぼ一国規模で封建的軍事体制を確立しつつあった。

### 平治の乱・家督争い
広常は、鎌倉を本拠とする源義朝の郎党であった。保元元年（1156年）の保元の乱では義朝に属し、平治元年（1159年）の平治の乱では義朝の長男・源義平に従い活躍、義平十七騎の一騎に数えられた。平治の乱の敗戦後、平家の探索をくぐって戦線離脱し、領国に戻る。
義朝が敗れた後は平家に従ったが、父・常澄が亡くなると、嫡男である広常と庶兄の常景や常茂との間で上総氏の家督を巡る内紛が起こり、この兄弟間の抗争は後の頼朝挙兵の頃まで続いている。
治承3年（1179年）11月、平家の有力家人・伊藤忠清が上総介に任ぜられると、広常は国務を巡って忠清と対立し、平清盛に勘当された。
頼朝の挙兵時の広常（および又従兄弟の千葉常胤）の参陣・挙兵は、行き詰まった在地状況を打開するための主体的な行動であり、平家との関係を絶ち切り、実力によって両総平氏の族長としての地位を確立した。

### 源頼朝挙兵
治承4年（1180年）8月に打倒平氏の兵を挙げ、9月の石橋山の戦いに敗れた源頼朝が、安房国で再挙を図ると、広常は隅田川辺に布陣する頼朝のもとに2万騎を率いて参上した。頼朝は大軍を率いた広常の参向を喜ぶどころか、逆に遅参を咎めたので、その器量に感じて頼朝に和順したとされる。なお『吾妻鏡』には2万騎とあるが『延慶本平家物語』では1万騎、『源平闘諍録』では1千騎である 。
だが、野口実は『吾妻鏡』の広常に関する記述を詳細に分析した結果、広常は当初から頼朝側だったと結論付けている。頼朝挙兵以前に頼朝からの使者に対する広常の返答は早速の了承であり、ただ船の都合で8月下旬までの参向は無理としている。このことから9月19日、隅田川辺での頼朝への参向、これは広常による平家方勢力の掃討を意味しているのであり。頼朝への参向は上総ないし上総国府と考えるのが妥当である。呉座勇一も広常が初めから頼朝側であったからこそ、頼朝が何事もなく安房から上総を経由して下総に向かえたとし、広常が率いたとされる大軍も上総国内から平家側勢力を一掃したことによって動員が可能になったものとして、野口の見解を肯定している。
同年11月の富士川の戦いでは、平維盛を大将とする頼朝追討軍に従事していた兄・印東常茂を討ち果たした。これにより房総平氏は広常の許で統一されることとなった。
富士川の戦いでの勝利後は、上洛を目指す頼朝に対し、常陸源氏の佐竹氏討伐を主張した。広常はその佐竹氏とも姻戚関係があり、佐竹義政・秀義兄弟に会見を申し入れたが、秀義は「すぐには参上できない」と言って金砂城に引きこもる。兄の義政はやってきたが、互いに家人を退けて2人だけで話そうと橋の上に義政を呼び、そこで広常は義政を殺す。その後、頼朝軍は金砂城の秀義を攻め、これを敗走させる（金砂城の戦い）。
『吾妻鏡』治承5年（1181年）6月19日条では、頼朝配下の中で、飛び抜けて大きな兵力を有する広常は無礼な振る舞いが多く、頼朝に対して「公私共に三代の間、いまだその礼を為さず」と下馬の礼をとらず、また他の御家人に対しても横暴な態度で、頼朝から与えられた水干のことで岡崎義実と殴り合いの喧嘩に及びそうにもなったこともあると書かれる。ただし、『吾妻鏡』は鎌倉時代後期の編纂であり、どこまで正確なものかは不明である。

### 誅殺

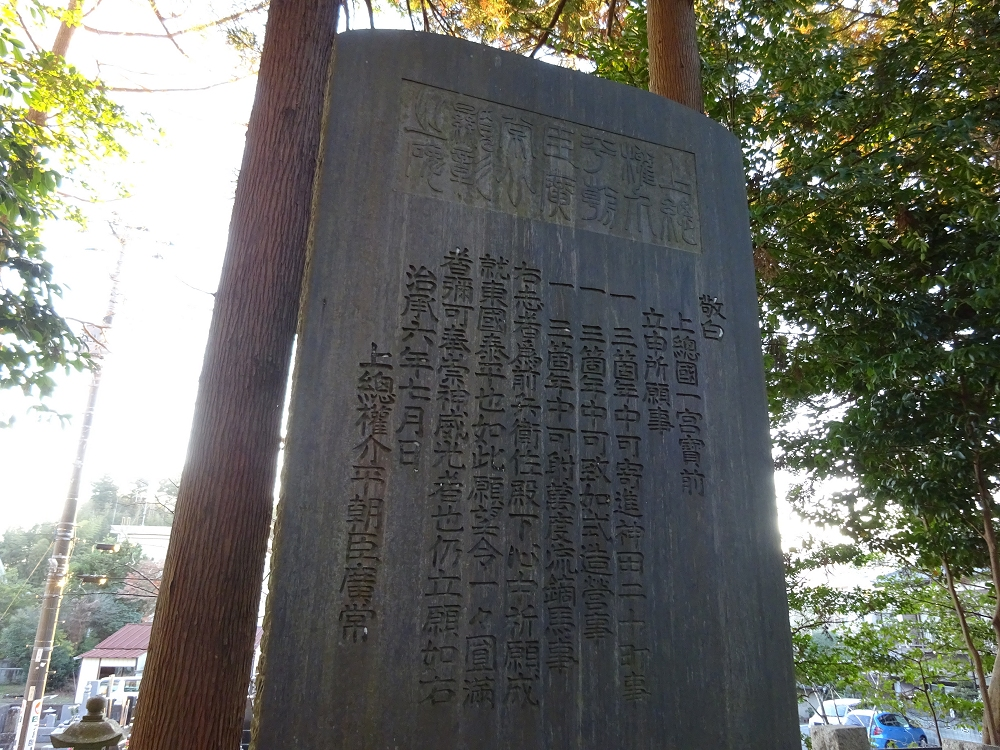
広常の願文（玉前神社）

寿永元年（1182年）になると頼朝との対立が激しくなったとされているが、対立が激しかったのは寿永元年以前であり、寿永元年になるとむしろ両者の関係は改善されたとする指摘がある。
寿永2年（1183年）12月、謀反の企てがあるとの噂から頼朝に疑われた広常は、頼朝の命を受けた侍所所司の梶原景時に鎌倉の御所内で暗殺された。景時と双六に興じていた最中、景時は突然盤をとびこえて広常の首を掻い切ったとされる（『愚管抄』）。嫡男・上総能常も同じく討たれ、上総氏は所領を没収され千葉氏や三浦氏などに分配された。寿永3年（1184年）正月、広常の鎧から願文が見つかったが、そこには謀反を思わせる文章はなく、頼朝の武運を祈る文書であったので、頼朝は広常を殺したことを後悔し、即座に広常の又従兄弟の千葉常胤預かりとなっていた一族を赦免したとされる。尤も、願文発見の逸話も広常の粗暴な振舞いの逸話と同様鎌倉時代後期編纂の『吾妻鏡』にしか見られず、信憑性は不明である。広常の死後、千葉氏が房総平氏の当主を継承した。
頼朝に宣旨が下って東国行政権が国家的に承認されるに及び、元来頼朝にとっての最大の武力基盤であった広常がかえってその権力確立の妨害者となっていたことが謀殺に繋がったといえる。頼朝政権内部では、東国独立論を主張する広常ら有力関東武士層と、頼朝を中心とする朝廷との協調路線派との矛盾が潜在しており、前者は以仁王の令旨を東国国家のよりどころとしようとし、後者は朝廷との連携あるいは朝廷傘下に入ることで東国政権の形成を図る立場であった。寿永二年十月宣旨により頼朝政権は対朝廷協調路線の度合いを強め、宣旨直後に東国独立論を強く主張していた広常が暗殺されたことは、頼朝政権の路線確定を表すものと考えられている。また、広常は以仁王の令旨とともに彼の遺児である北陸宮を擁しようとした点では「反中央」「反朝廷」ではなかったが、北陸宮を擁する木曾義仲との接近が頼朝に警戒され、頼朝と義仲の関係が破綻するとともに「親義仲」とみなされた広常が誅殺に至ったとする見方もある。
慈円の『愚管抄』（巻六）によると、頼朝が初めて京に上洛した建久元年（1190年）、後白河法皇との対面で語った話として、広常は「なぜ朝廷のことにばかり見苦しく気を遣うのか、我々がこうして坂東で活動しているのを、一体誰が命令などできるものですか」と言うのが常で、平氏政権を打倒することよりも、関東の自立を望んでいたため、殺させたと述べたことを記している。

## 広常の館跡
上総広常の館跡の正確な位置は今もって不明であるが、1990年代に千葉県夷隅郡大原町（現いすみ市）や御宿町一帯で中世城館址の調査が行われ、検討が進められた。

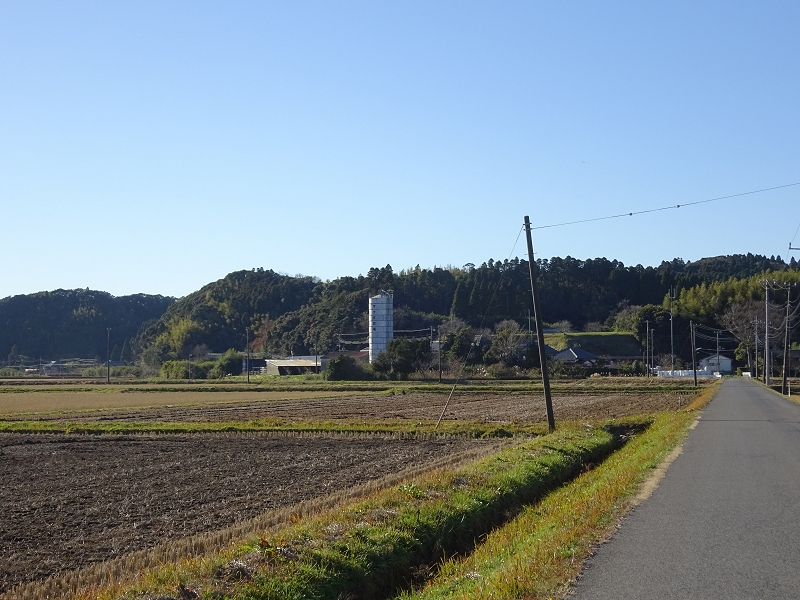
布施の殿台

「房総志料」は、布施村（現いすみ市下布施・上布施、御宿町上布施）に館があったとの説を唱えている。村内に山を背にした「殿台」と呼ばれる平坦な土地があり、ここが広常の館跡であるという。また同書は、かつて村内の川をせき止めるものがあり、村民がこれを見たところ、巨大なカニが近づいてきたので、恐怖して逃げたとの伝承を広常の霊であると説明している。
「日本伝説叢書 上総の巻」でも、『吾妻鏡』の内容を考えるに、安房の国東條の旅館から広常の館に送られた使者が2日ほどでたどり着ける場所として、布施村以外にないとしている。ただし、村民の中には伝承を上総景清と混同している者もいるほか、村内に実際にはないはずの頼朝の経過地を示す伝承地があるなど、混乱が見られるという。
「千葉大系図」では、一宮柳沢城に広常の館があったとしている。一宮町では、これを町内の高藤山城のことだとしており、城内に一宮藩主・加納久徴が広常の功績をたたえて作った石碑がある。一方、「柳沢」を一宮に近い「大柳」の誤記ととらえ、睦沢町の大柳館のことだと考える向きもある。
このほか、千葉県東金市松之郷の字「新山」と字「城坂」に跨る舌状台地に「新山城」址があり、広常館があったと伝わっている。近隣の宮ノ谷に広常の家臣の末裔を称する家があるほか、岡谷には、広常が家臣の刀を鍛えたとされる製鉄工房跡の伝承も残る。
鎌倉における広常の屋敷跡は、朝比奈の切り通し沿いにあり、近隣には大刀洗の水や上総介塔（上總介塔）などの関連史跡がある。

## 評価
歴史学者で京都女子大学名誉教授の野口実は広常のことを「いささか大風呂敷で露骨な大言壮語を吐くが、根は気の小さい、やさしい性格」と評価している。

## 画像集

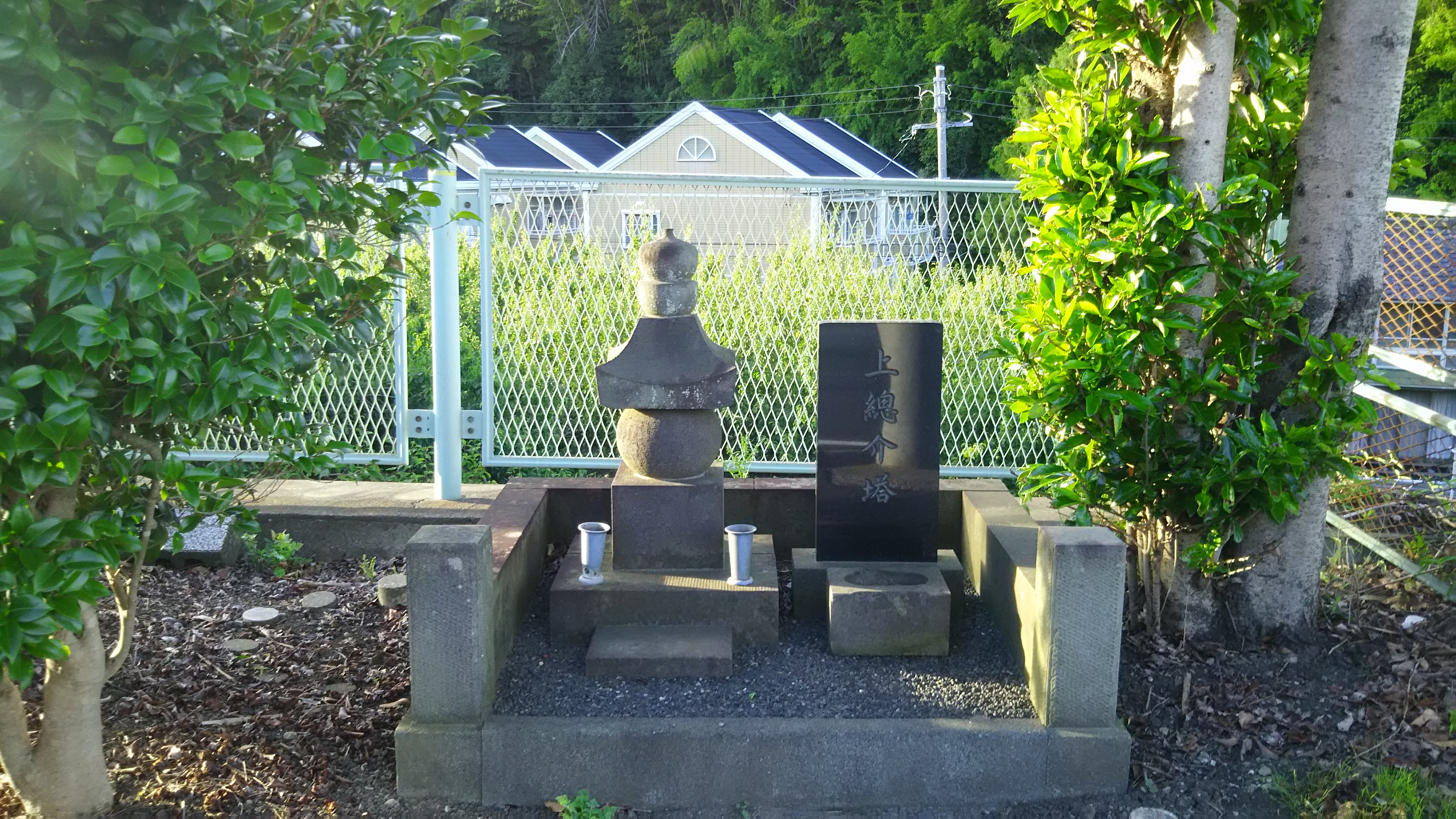
上総介塔（横浜市金沢区朝比奈バス停近く）
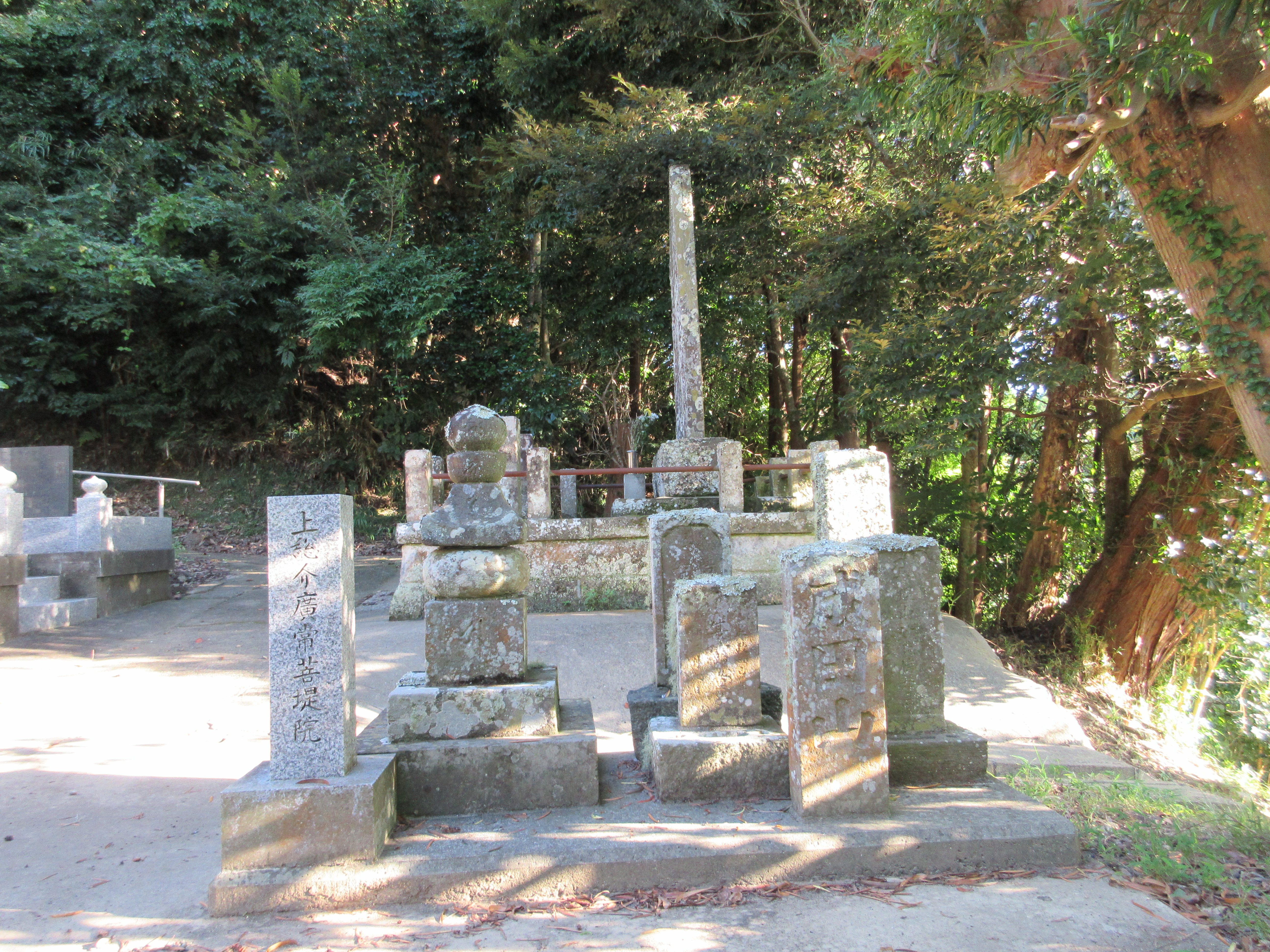
上総介廣常菩提院（いすみ市大原金光寺）
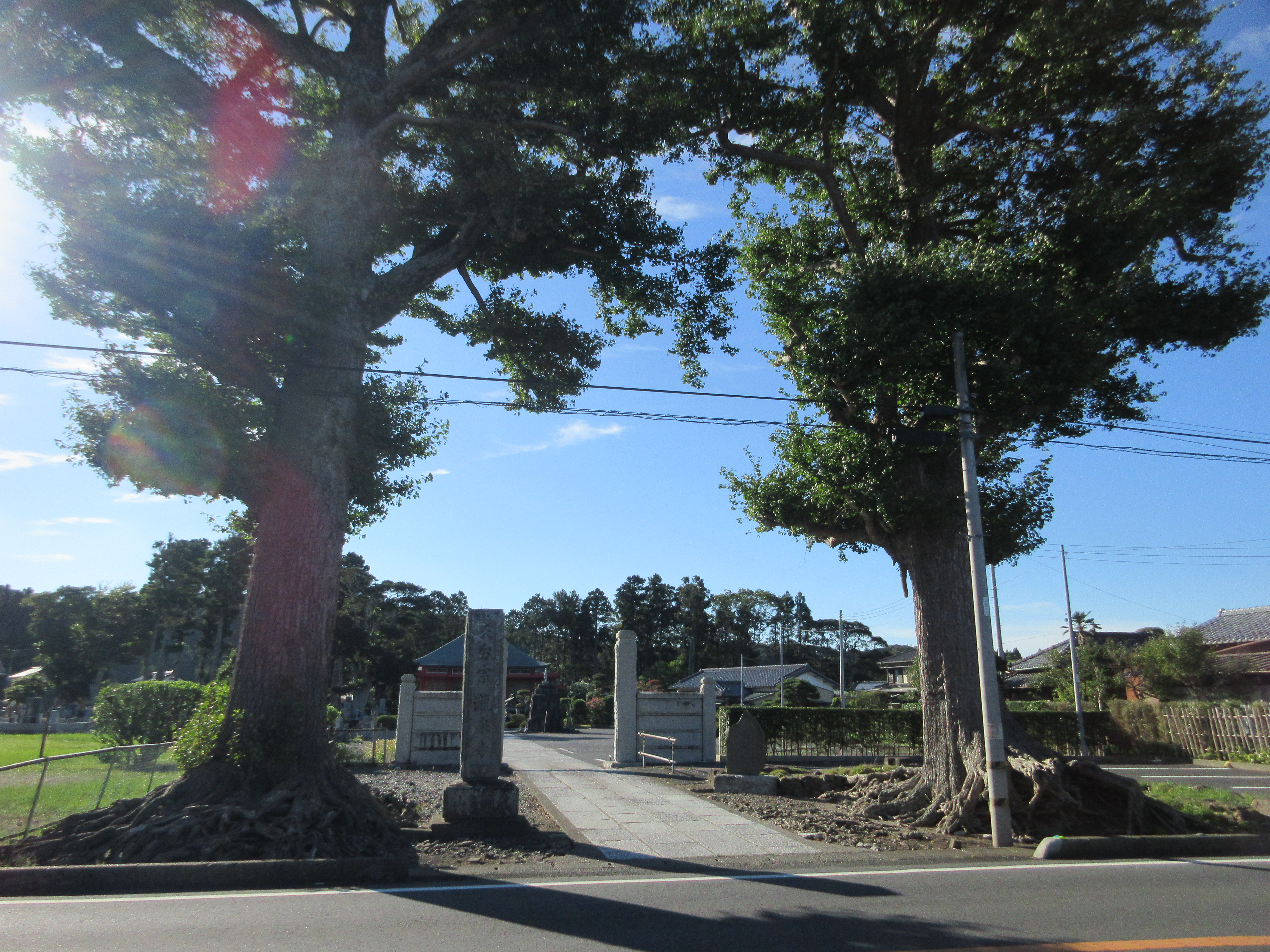
瀧泉寺門前銀杏樹（いすみ市大原1987、由来板には、廣常自カラ植樹シス、とある）
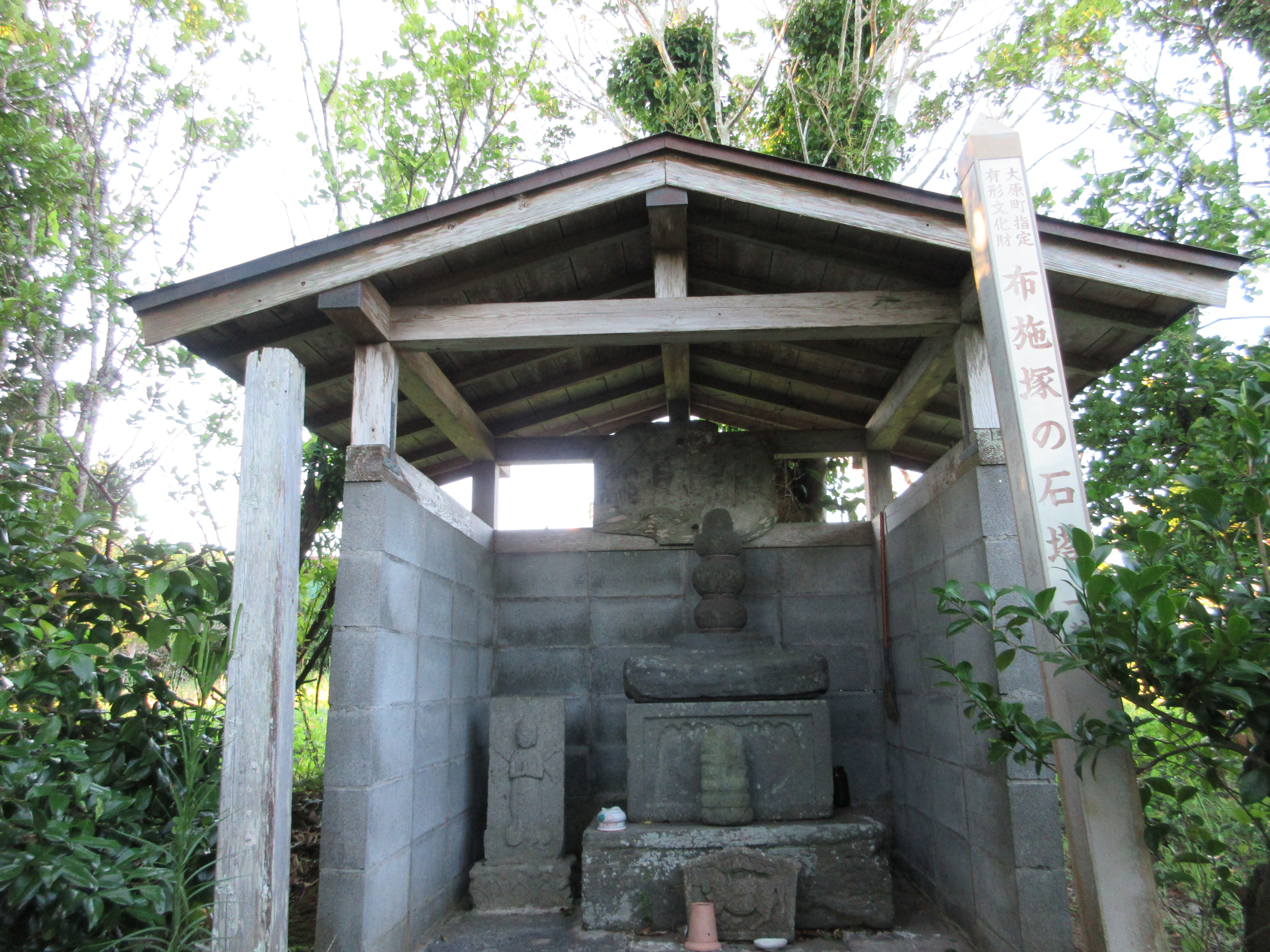
布施塚の石塔（いすみ市下布施2418、上総広常供養の舎利塔と言われる）

## 関連作品
テレビドラマ
- 『草燃える』（1979年、NHK大河ドラマ、演：小松方正）
- 『平清盛』（2012年、NHK大河ドラマ、演：高杉亘）
- 『鎌倉殿の13人』（2022年、NHK大河ドラマ、演：佐藤浩市）